# 주이떤 황제
주이떤(베트남어:  Duy Tân, 1900년 9월 19일 ~ 1945년 12월 26일)는 응우옌 왕조의 제11대 황제(재위: 1907년 ~ 1916년)이다. 성명은 응우옌푹호앙(베트남어: Nguyễn Phúc Hoảng, 阮福晃)이다. 사용한 연호가 주이떤(維新)이었으므로 주이떤 황제라고 부른다.

## 생애
주이떤은 타인타이 황제의 다섯째 아들로, 생모는 재인(才人) 응우옌티딘(阮氏定)이다. 본명은 응우옌푹빈산(베트남어: Nguyễn Phúc Vĩnh San, 阮福永珊, 완복영산)이다.
1907년 7월 29일, 타인타이가 프랑스 식민정부의 허가 없이 여러 관원들을 임명하였다. 프랑스가 파견한 중기흠사(中圻欽使) 페르낭 에르네스트 레베크(Fernand Ernest Lévecque)는 타인타이를 폐위하기로 결정하고, 그를 궁중에 연금하였다. 9월 3일, 보정대신(輔政大臣) 쯔엉니으끄엉(張如岡)은 식민 정부의 의도를 따라 타인타이가 정신병으로 발작하여 정사를 돌볼 수 없다고 선포하였다. 9월 5일(음력 7월 28일), 당시 8세였던 주이떤은 황제로 옹립되어 응우옌푹호앙으로 개명하였고, 연호를 주이떤으로 고쳤다. 존인부(尊人府) 존정(尊正)인 안성공(安城公) 응우옌푹미엔릭이 보정친신(輔政親臣)을 맡았고, 협변대학사(協辦大學士) 이부상서(吏部尙書) 쯔엉니으끄엉, 예부상서(禮部尙書) 레찐(黎貞), 호부상서(戶部尙書) 겸 관도찰원(管都察院) 좌부도어사(左副都御史) 후인꼰(黃琨), 형부상서(刑部尙書) 똔텃헌(尊室訢), 공부상서(工部尙書) 겸 관병부사무(管兵部事務) 응우옌흐우바이(阮有排) 5인이 보정대신을 맡아 함께 정권을 장악하였다.
주이떤 6년(1912년), 중기흠사 조르주 마리 조제프 마에(Georges Marie Joseph Mahé)가 베트남에서 황금을 탐색하였다. 그는 티엔무 사원의 푹주옌탑(福緣塔) 아래에 황금이 묻혀 있다고 의심하였고, 이에 사람을 보내 그곳을 마구 파헤쳤다. 또한 뜨득 황제의 겸릉(謙陵) 및 후에 황성에 사람을 보내 발굴할 준비를 하였다. 주이떤은 강력히 항의하였으나 마에는 이를 무시하였다. 주이떤은 사람을 보내 저지하도록 하였으나 마에는 이를 가로막고 오히려 후에 황성에 돌입을 강행하겠다고 위협하였다. 프랑스령 인도차이나의 총독 알베르피에르 사로(Albert-Pierre Sarraut)는 소식을 듣고 마에의 행위를 저지하였으나, 이 사건으로 인해 당시 13살이었던 주이떤의 마음에 큰 상처가 남게 되었다. 주이떤은 1884년에 체결된 《제2차 후에 조약》을 읽고 그것이 불평등 조약임을 발견하였다. 그는 응우옌흐우바이에게 식민 정부가 평등 조약에 새롭게 서명하게 하도록 명하였으나 조정에서는 그러한 일을 할 수 있는 자가 없었다. 한편, 이와 동시에 판보이쩌우의 주도로 베트남 광복회가 성립하였다.
주이떤 8년(1914년), 15세의 주이떤은 6명의 보정대신을 불러모아 그들로 하여금 중기흠사가 평등 조약에 서명하도록 할 것을 강력하게 요구하였다. 보정대신들은 감히 그렇게 할 수도 없었고, 또한 모두 그가 정신이 이상해졌다고 여겼다. 이후 그들은 주이떤의 생모에게 도움을 구해 주이떤이 그러한 생각을 포기할 것을 강요하였다. 그러나 주이떤은 이때부터 보정대신들을 매우 싫어하게 되었다.
주이떤 10년(1916년), 당시 프랑스는 제1차 세계 대전에 전력을 집중하고 있었으므로 베트남을 돌아볼 여유가 없었다. 식민정부가 고용한 베트남의 군인들은 자신들이 유럽의 전장으로 끌려갈까 매우 두려워하고 있었다. 이에 베트남 광복회의 일원인 쩐까오번(陳高雲)과 타이피엔(蔡璠)은 봉기를 일으켜 프랑스의 식민통치를 전복시키고자 하였다. 마침 그들은 주이떤이 프랑스에 매우 불만을 품고 있다는 사실을 접하였고, 황실의 사기(司機)인 팜흐우카인(范有慶)을 매수해 주이떤에게 그가 지지해 줄 것을 원하는 서신을 보냈다. 4월 말, 주이떤은 쩐까오번, 타이피엔과 후호(後湖)에서 비밀리에 회동하였고, 이번 정변에 지지를 표명하였다. 봉기 시간은 5월 3일 새벽 1시로 정하였고, 봉기군은 먼저 후에 황성, 꽝남성, 꽝응아이성의 주요 도로를 점거한 뒤 무기를 탈취하여 주이떤이 비밀리에 후에를 탈출하는 것을 돕기로 하였다. 이후 하이번 고개(베트남어: Đèo Hải Vân / 海雲隘口)에서 대포를 쏘는 것을 암호로 삼고, 계속하여 남쪽으로 꾸이년, 다낭 등지를 공격해 탈취한 뒤 독일의 지원을 받아 공동으로 프랑스에 대항할 것을 기대하였다. 또 다른 계획으로는 후에 황성 부근의 쩐빈대(鎭平臺)를 공격해 탈취하는 것이었는데, 주이떤은 그곳에 있는 독일계 프랑스인들을 자신의 진영으로 납치해 오기로 계획하였다.
그러나, 꽝응아이성의 관원이 사전에 낌새를 알아채고 광복회의 하부 구성원들을 체포해 고문하니 그들은 알고 있는 비밀 모의 내용을 모두 말하였다. 눈치가 빠른 중기흠사 또한 베트남 사병들의 가족이 후에를 떠나고 있음을 발견하였다. 꽝남성에서의 심상치 않은 여러 활동들 또한 광복회가 정변을 준비하고 있음을 실증하였다. 이에 식민정부는 베트남에 본적을 둔 사병들의 무기를 몰수하였고, 그들이 병영 안에서 활동하지 못하도록 제한하였다. 식민정부가 이러한 조치를 취했음을 주이떤은 물론이고 쩐까오번, 타이피엔 모두가 알지 못했다.
5월 2일 밤, 쩐까오번, 타이피엔이 때를 맞춰 봉기를 일으켰다. 주이떤 또한 후에 황성을 탈출하는 데 성공하였다. 하지만 당연히 군대의 지원을 받지 못했으므로 정변은 식민정부에 의해 신속히 진압되었다. 땀끼의 봉기군들이 프랑스군 한 소대를 죽이는 데 성공했지만 이후 즉시 진압되었다.
이후 식민정부는 대규모 수색과 체포를 실시하였다. 5월 6일, 식민정부가 후에 황성 남쪽의 한 절에 숨어 있던 주이떤과 쩐까오번, 타이피엔 등을 사로잡았고, 호닥쭝(胡得忠)에 의해 쩐까오번, 타이피엔, 응우옌꽝시에우(阮光超), 똔텃데(尊室提) 등이 참수당했다. 식민정부는 원래 주이떤을 황성으로 돌려 보내고자 하였으나, 주이떤은 계속 프랑스의 괴뢰가 되기를 원하지 않았으므로 거절하였다. 이에 식민정부는 봉화공(奉化公) 응우옌푹브우다오를 황제로 옹립하였고, 주이떤을 남기(南圻)의 타인냐칵짝(聖雅克角, 현재의 붕따우)로 보냈다. 주이떤은 그의 부친인 타인타이와 함께 잠시 수감되었다가 11월 3일에 함께 레위니옹으로 유배되었고, 20일에 도착하였다.
주이떤과 그의 가족은 프랑스의 어떤 대우도 거절하였고, 생드니의 매우 작은 방 한 칸을 세놓아 라디오를 수리하며 생계를 이었다. 이후 주이떤은 그곳의 법률학교에 등교하며 외국어를 배웠다. 또한 여러 신문사를 창립하였고, 프리메이슨에 가입하기도 하였다.
바오다이 14년(1939년), 제2차 세계 대전이 일어났다.
바오다이 15년(1940년), 나치 독일에 의해 파리가 함락되고 비시 프랑스가 세워지자 프랑스의 국방부 차관이었던 샤를 드 골이 영국으로 망명해 자유 프랑스 망명 정부를 조직하였고, 프랑스인들에게 나치의 통치에 대항할 것을 호소하였다. 주이떤은 한 조직을 만들어 비시 프랑스의 레위니옹 통치에 대항하였다.
바오다이 17년(1942년), 자유 프랑스가 레위니옹을 수복하였다. 주이떤은 자유 프랑스군에 참가하여 대형 구축함인 레오파드(Léopard) 호에서 무선 전신 수신인을 담당하였고, 소위 계급을 받았다.
바오다이 18년(1943년), 중위로 승진하였다.
바오다이 19년(1944년), 상위(上尉)로 승진하였다.
바오다이 20년(1945년 7월), 소령으로 승진하였고, 9월에는 중령으로 승진하였다.
전쟁이 끝나고 오래지 않아 호찌민이 8월 혁명을 일으켰다. 비엣민의 요구로 바오다이는 8월 30일에 퇴위하였고, 이로써 응우옌 왕조가 멸망하였다. 주이떤이 여전히 베트남인들의 존경을 받고 있었으므로 드골은 12월 14일에 그와 회견하였고, 그가 귀국 및 즉위하여 응우옌 왕조를 부흥시키는 것을 희망하였다. 12월 24일, 주이떤은 군용 비행기 록히드 C-60(Lockheed C-60) 호에 탑승하여 베트남으로 떠났다. 그런데 현재의 중앙 아프리카 공화국 음바이키 부근의 상공을 지나던 도중에 비행기가 사고로 추락하였고, 주이떤이 사망하니 향년 45세였다. 주이떤은 떠나기 전에 자신에게 재난이 일어날 것이라고 예감했었고, 사람들 사이에 비엣민이 주이떤을 암살했다는 말이 널리 퍼졌다. 주이떤의 유해는 미국으로 보내져 안장되었다.
프랑스 정부는 주이떤이 사망하였다는 소식을 접하고 그에게 저항훈장(Resistance Medal)과 해방훈장을 추서하여 그가 전쟁 중에 세운 공적을 기념하였다. 주이떤이 일찍이 프랑스의 식민통치에 저항하였으므로 베트남 공산당은 그를 매우 높이 평가하였고, 베트남 각지에 그의 이름을 딴 주이떤로(路)를 만들었다.
1987년, 주이떤의 아들 바오방이 주이떤의 유해를 베트남 후에로 운구하여 전통 의례를 따라 주이떤의 조부인 죽득 황제의 안릉(安陵)에 개장하였다. 이후 바오방은 2001년에 주이떤의 생애를 적은 저서인 'Duy Tan, Empereur d'Annam 1900-1945'를 저술하였다.

## 섭정 체제
주이떤 황제는 재위 기간 동안에 모두 섭정 체제를 지녔기에 직접 권력을 잡지는 못하였고 종주국이었던 프랑스의 국무총리가 섭정을 하였는데 그 시기에 섭정을 맡은 프랑스 국무총리는 다음과 같다.
- 조르주 클레망소 (기간: 1907년 9월 4일 ~ 1909년 7월 24일)
- 아리스티드 브리앙 (기간: 1909년 7월 24일 ~ 1911년 3월 2일)
- 에르네 모니 (기간: 1911년 3월 2일 ~ 6월 27일)
- 조제프 카요 (기간: 1911년 6월 27일 ~ 1912년 1월 13일)
- 레몽 푸앵카레 (기간: 1912년 1월 13일 ~ 1913년 1월 21일)
- 아리스티드 브리앙 (기간: 1913년 1월 21일 ~ 3월 22일)
- 루이 바르투 (기간: 1913년 3월 22일 ~ 12월 9일)
- 가스통 두메르그 (기간: 1913년 12월 9일 ~ 1914년 6월 9일)
- 알렉상드르 리보 (기간: 1914년 6월 9일 ~ 6월 14일)
- 르네 비비아니 (기간: 1914년 6월 14일 ~ 1915년 10월 29일)
- 아리스티드 브리앙 (기간: 1915년 10월 29일 ~ 1916년 5월 17일)

## 가족
- 부: 타인타이 황제
- 모: 재인(才人) 응우옌티딘(阮氏定)
- 조부: 죽득 황제
- 조모: 판티쩌우

### 아내
| 봉호               | 성명                                              | 생존기간        | 비고                             |
| ------------------ | ------------------------------------------------- | --------------- | -------------------------------- |
| 이계묘비(二階妙妃) | 마이티방 (枚氏鐄)                                 | 1899년 ~ 1980년 | 예부상서(禮部尙書) 마이칵돈의 딸 |
|                    | 마리 안 비알 (Marie Anne Viale)                   | 1890년 ~ ?      |                                  |
|                    | 페르낭드 앙티에 (Fernande Antier)                 | 1913년 ~ ?      | 1928년 혼인                      |
|                    | 에르네스틴 이베트 마요 (Ernestine Yvette Maillot) | 1924년 ~ ?      |                                  |

### 자녀

#### 아들
| 순서 | 베트남어 성명                           | 프랑스어 성명                              | 생존기간        | 생모                   | 배우자                         | 비고                                                                                   |
| ---- | --------------------------------------- | ------------------------------------------ | --------------- | ---------------------- | ------------------------------ | -------------------------------------------------------------------------------------- |
| 1    |                                         | 아르망 비알 (Armand Viale)                 | 1919년 ~ ?      | 마리 안 비알           |                                | 모친의 성을 따름                                                                       |
| 2    | 응우옌푹바오응옥 (Nguyễn Phúc Bảo Ngọc) | 기 조르주 빈산 (Guy Georges Vinh-San)      | 1933년 ~        | 페르낭드 앙티에        | 모니크 빈산 (Monique Vinh-San) | , 아들 1명과 딸 3명을 둠                                                               |
| 3    | 응우옌푹바오방 (Nguyễn Phúc Bảo Vàng)   | 이브 클로드 빈산 (Yves Claude Vinh-San)    | 1934년 ~        | 페르낭드 앙티에        |                                | , 아들 7명과 딸 3명을 둠. 현재 응우옌 왕조의 황실 조직인 대남용성원(大南龍星院)의 주석 |
| 4    | 응우옌푹바오꾸이 (Nguyễn Phúc Bảo Quý)  | 조제프 로제 빈산 (Joseph Roger Vinh-San)   | 1938년 ~        | 페르낭드 앙티에        |                                |                                                                                        |
| 5    |                                         | 앙드레 마요 빈산 (Andrée Maillot Vinh-San) | 1945년 ~ 2011년 | 에르네스틴 이베트 마요 |                                | 레위니옹 출생,                                                                         |

#### 딸
| 순서 | 프랑스어 성명                                          | 생존기간          | 생모            | 비고                                          |
| ---- | ------------------------------------------------------ | ----------------- | --------------- | --------------------------------------------- |
| 1    | 테레즈 (Thérèse)                                       | 1928년 출생, 요절 | 페르낭드 앙티에 |                                               |
| 2    | 리타 수지 조르제트 빈산 (Rita Suzy Georgette Vinh-San) | 1929년 ~          | 페르낭드 앙티에 | 1946년부터 주이떤의 이름인 빈산을 성씨로 사용 |
| 3    | 솔란지 (Solange)                                       | 1930년 출생, 요절 | 페르낭드 앙티에 |                                               |
| 4    | 지네트 (Ginette)                                       | 1940년 출생, 요절 | 페르낭드 앙티에 |                                               |